# Четвёртый кабинет Эрдогана
Правительство Эрдогана — 66-й состав правительства Турции, действовавший с 10 июля 2018 года по 3 июня 2023 года. Это первый состав правительства, сформированный после вступления в силу принятых в результате референдума поправок, в результате которых форма правления Турции сменилась с парламентской республики на президентскую. Ранее существовавший пост премьер-министра был упразднён, его заменил пост вице-президента.
Упразднён Совет Министров Турции. Вместо него создан Президентский Кабинет Турции.
Количество министерств по сравнению с предыдущим правительством было сокращено с 25 до 16. Также согласно принятым поправкам нельзя совмещать посты министра и депутата (члена Великого национального собрания), поэтому четверым министрам (Берату Албайраку, Абдулхамиту Гюлю, Сулейману Сойлу и Мевлюту Чавушоглу) пришлось сложить депутатские полномочия, чтобы войти в состав правительства. В результате этого количество депутатов в парламенте от партии справедливости и развития сократилось с 295 до 291.

## Состав
| 1           | Президент                                            |  | Реджеп Эрдоган       | 9 июля 2018    | В должности  |
| Заместитель |                                                      |  |                      |                |              |
| 2           | Вице-президент                                       |  | Фуат Октай           | 10 июля 2018   | 3 июня 2023  |
| Министры    |                                                      |  |                      |                |              |
| 3           | Министр юстиции                                      |  | Бекир Боздаг         | 29 января 2022 | 3 июня 2023  |
| 4           | Министр труда и социального обеспечения              |  | Зехра Зюмрют Сельчук | 10 июля 2018   | 3 июня 2023  |
| 5           | Министр общественных работ и жилищного строительства |  | Мурат Курум          | 10 июля 2018   | 3 июня 2023  |
| 6           | Министр иностранных дел                              |  | Мевлют Чавушоглу     | 10 июля 2018   | 3 июня 2023  |
| 7           | Министр энергетики и природных ресурсов              |  | Фатих Дёнмез         | 10 июля 2018   | 3 июня 2023  |
| 8           | Министр молодёжи и спорта                            |  | Мехмет Касапоглу     | 10 июля 2018   | 3 июня 2023  |
| 9           | Министр финансов                                     |  | Берат Албайрак       | 10 июля 2018   | 3 июня 2023  |
| 10          | Министр внутренних дел                               |  | Сулейман Сойлу       | 10 июля 2018   | 3 июня 2023  |
| 11          | Министр культуры и туризма                           |  | Мехмет Эрсой         | 10 июля 2018   | 3 июня 2023  |
| 12          | Министр образования                                  |  | Зия Сельчук          | 10 июля 2018   | 3 июня 2023  |
| 13          | Министр обороны                                      |  | Хулуси Акар          | 10 июля 2018   | 3 июня 2023  |
| 14          | Министр здравоохранения                              |  | Фахреттин Коджа      | 10 июля 2018   | 3 июня 2023  |
| 15          | Министр промышленности и технологий                  |  | Мустафа Варанк       | 10 июля 2018   | 3 июня 2023  |
| 16          | Министр сельского хозяйства и сельских дел           |  | Бекир Пакдемирли     | 10 июля 2018   | 4 марта 2022 |
| 16          | Министр сельского хозяйства и сельских дел           |  | Вахит Киришчи        | 4 марта 2022   | 3 июня 2023  |
| 17          | Министр торговли                                     |  | Мехмет Муш           | 21 апреля 2021 | 3 июня 2023  |
| 18          | Министр транспорта и инфраструктуры                  |  | Адиль Караисмаилоглу | 28 марта 2020  | 3 июня 2023  |
| 19          | Министр по делам семьи и социальных услуг            |  | Дерья Янык           | 21 апреля 2021 | 3 июня 2023  |